# Bureau régional pour l’ethnologie et la linguistique
Das Bureau régional d’ethnologie et de linguistique BREL (offiziell B.R.E.L.) ist eine Kulturinstitution im Aostatal in Italien.
Es wurde 1985 gegründet und hat seinen Sitz in Aosta. Der erste Direktor bis 1997 war Alexis Bétemps. Das Bureau unterstützt die vom Centre d’études francoprovençales «René Willien» CEFP in Saint-Nicolas im Jahr 1967 initiierte Pflege der regionalen Form der frankoprovenzalischen Sprache, die heute noch im Aostatal von einem bedeutenden Teil der Bevölkerung (neben dem Italienischen) als Umgangssprache verwendet wird, jedoch in den andern Regionen des ursprünglichen Verbreitungsgebiets in Frankreich und der Schweiz am Aussterben ist. Die valdostanischen Dialekte werden in der Region selbst Patois genannt.
Das Bureau sammelt sprachliche und andere Zeugnisse der regionalen Kultur sowie das volkskundliche Wissen zu den alten Wörtern, das wegen des aktuellen wirtschaftlichen Wandels, etwa in der Landwirtschaft, ebenfalls schwindet. Es arbeitet dabei mit andern Institutionen zusammen, besonders mit der Mediathek Wallis, die eine ähnliche Dokumentationsaufgabe für den schweizerischen Kanton Wallis wahrnimmt, und dem Institut de langue savoyarde in Habère-Lullin südlich von Genf.
Um die Ausdrucksweise im Dialekt zu fördern, organisiert das BREL Sprachkurse des Patois für die Bevölkerung im Aostatal und zudem auch an der Universität Neuenburg, mit deren Zentrum für Dialektologie es eine Kooperation pflegt. Für Patoisants, wie die Sprechenden auch genannt werden, besteht ein Hindernis im Umgang mit der Sprache darin, dass für das Frankoprovenzalische keine allgemeine Schrifttradition besteht und die Schriftsteller mangels einer Standardsprache ihre Werke jeweils in ihrer lokalen oder regionalen Mundart verfasst haben. Deshalb hat das BREL ein orthographisches System für die einheitliche Schreibweise erarbeitet, die unter der Bezeichnung Orthographe de référence (ORB) eine der verbreiteten Sprachnormen des Frankoprovenzalischen ist, neben der Graphie de Conflans aus Savoyen.
Das Centre d’études francoprovençales «René Willien» hat unter anderem das Projekt Association valdôtaine des archives sonores AVAS begonnen, in welchem Tonaufnahmen des Valdostanischen aufbewahrt werden und das heute vom BREL weitergeführt wird.
Vom BREL ging in jüngster Zeit das Projekt Gnalèi – Le Guichet für ein dreisprachiges Internetportal Französisch-Patois-Italienisch aus.